# Avalagodu, Sorab
Avalagodu là một làng thuộc tehsil Sorab, huyện Shimoga, bang Karnataka, Ấn Độ.